# Руне Оттесен
Руне Оттесен (норв. Rune Ottesen, нар. 7 лютого 1954, Стур) — норвезький футболіст, що грав на позиції півзахисника.
Виступав, зокрема, за клуб «Брюне», а також національну збірну Норвегії.

## Клубна кар'єра
У дорослому футболі дебютував 1975 року виступами за команду «Вард Гаугесун», в якій провів два сезони.
1977 року перейшов до клубу «Брюне», за який відіграв 8 сезонів. Завершив професійну кар'єру футболіста виступами за команду «Брюне» у 1984 році.

## Виступи за збірні
1972 року зіграв один матч у складі юнацької збірної Норвегії (U-19), після чого протягом 1973—1977 років залучався до складу молодіжної збірної Норвегії. На молодіжному рівні зіграв у 10 офіційних матчах, забив 2 голи.
24 вересня 1975 року дебютував в офіційних матчах у складі національної збірної Норвегії в грі відбору на Олімпійські ігри 1976 року проти СРСР (0:4).
Загалом протягом кар'єри у національній команді, яка тривала 7 років, провів у її формі 17 матчів, забивши 1 гол.